# Rhopalomeces delagoanus
Rhopalomeces delagoanus är en skalbaggsart som beskrevs av Schmidt 1922. Rhopalomeces delagoanus ingår i släktet Rhopalomeces och familjen långhorningar.
Artens utbredningsområde är Moçambique. Inga underarter finns listade i Catalogue of Life.